# Beveren (Roeselare)
Beveren este o localitate componentă a orașului belgian Roeselare, situat în provincia Flandra Occidentală. A fost o comună de sine stătătoare până la fuziunea comunelor din 1965.

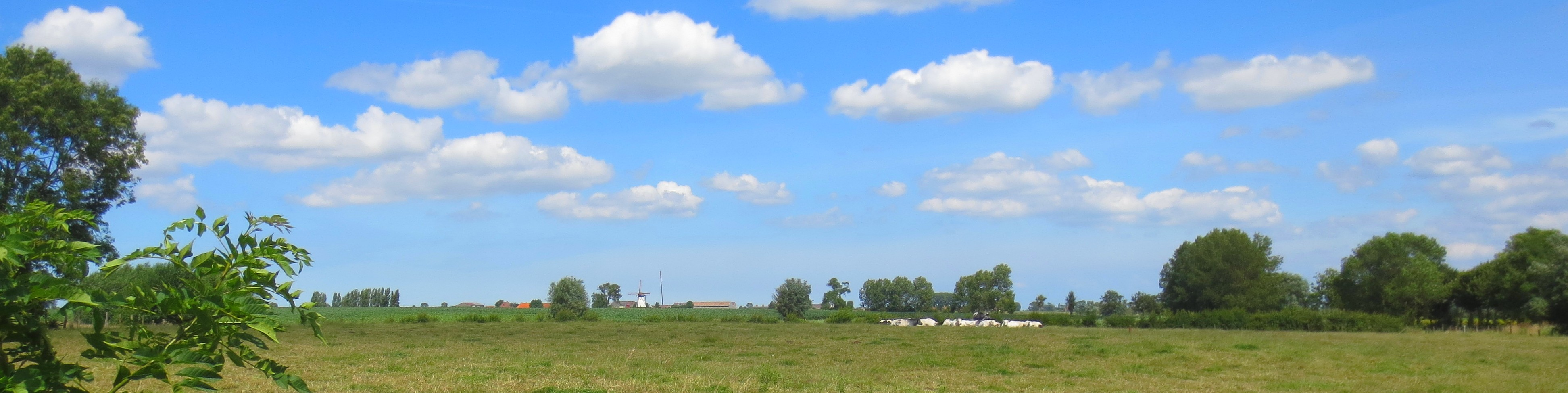
Beveren

## Demografie
- Surse: INS, 1831 până în 1961 = recensăminte[1]